# Partecipanti alla Cadel Evans Great Ocean Road Race 2024
Elenco dei partecipanti alla Cadel Evans Great Ocean Road Race 2024.
La Cadel Evans Great Ocean Road Race 2024 è stata l'ottava edizione della corsa. Alla competizione presero parte 13 squadre: dieci iscritte all'UCI World Tour 2024 e tre squadre invitate.
I ciclisti accreditati alla partenza furono 88.

## Corridori per squadra
Nota: R ritirato, NP non partito, FT fuori tempo, SQ squalificato
| Arkéa-B&B Hotels      | Arkéa-B&B Hotels      | Arkéa-B&B Hotels      | Astana Qazaqstan Team | Astana Qazaqstan Team | Astana Qazaqstan Team | Cofidis                   | Cofidis                   | Cofidis                   |
| --------------------- | --------------------- | --------------------- | --------------------- | --------------------- | --------------------- | ------------------------- | ------------------------- | ------------------------- |
| N°                    | Ciclista              | Clas.                 | N°                    | Ciclista              | Clas.                 | N°                        | Ciclista                  | Clas.                     |
| 1                     | Miles Scotson         | 70°                   | 11                    | Samuele Battistella   | 67°                   | 21                        | Piet Allegaert            | 73°                       |
| 2                     | Louis Barré           | 10°                   | 12                    | Gianmarco Garofoli    | 71°                   | 22                        | Rubén Fernández           | 13°                       |
| 3                     | Anthony Delaplace     | 44°                   | 13                    | Michele Gazzoli       | 38°                   | 23                        | Eddy Finé                 | NP                        |
| 4                     | Laurens Huys          | R                     | 14                    | Dmitrij Gruzdev       | R                     | 24                        | Milan Fretin              | 68°                       |
| 5                     | Kévin Ledanois        | 72°                   | 15                    | Max Kanter            | 23°                   | 25                        | Simon Geschke             | R                         |
| 6                     | Daniel McLay          | R                     | 17                    | Christian Scaroni     | 8°                    | 26                        | Oliver Knight             | 47°                       |
| 7                     | Michel Ries           | 63°                   |                       |                       |                       | 27                        | Axel Mariault             | 6°                        |
| EF Education-EasyPost | EF Education-EasyPost | EF Education-EasyPost | Groupama-FDJ          | Groupama-FDJ          | Groupama-FDJ          | Ineos Grenadiers          | Ineos Grenadiers          | Ineos Grenadiers          |
| N°                    | Ciclista              | Clas.                 | N°                    | Ciclista              | Clas.                 | N°                        | Ciclista                  | Clas.                     |
| 31                    | Stefan de Bod         | 55°                   | 41                    | Clément Davy          | 45°                   | 51                        | Laurens De Plus           | 18°                       |
| 32                    | Owain Doull           | 25°                   | 42                    | Fabian Lienhard       | 62°                   | 52                        | Filippo Ganna             | 36°                       |
| 33                    | Jack Rootkin-Gray     | 27°                   | 43                    | Enzo Paleni           | 29°                   | 53                        | Leo Hayter                | 79°                       |
| 34                    | Jonas Rutsch          | 9°                    | 44                    | Laurence Pithie       | 1°                    | 54                        | Jhonatan Narváez          | 5°                        |
| 35                    | Archie Ryan           | 14°                   | 45                    | Reuben Thompson       | 34°                   | 55                        | Ben Swift                 | 78°                       |
| 36                    | Harry Sweeny          | 56°                   |                       |                       |                       | 56                        | Joshua Tarling            | 58°                       |
| 37                    | Jardi van der Lee     | 41°                   | 57                    | Elia Viviani          | 21°                   |                           |                           |                           |
| Intermarché-Wanty     | Intermarché-Wanty     | Intermarché-Wanty     | Lidl-Trek             | Lidl-Trek             | Lidl-Trek             | Team DSM-Firmenich PostNL | Team DSM-Firmenich PostNL | Team DSM-Firmenich PostNL |
| N°                    | Ciclista              | Clas.                 | N°                    | Ciclista              | Clas.                 | N°                        | Ciclista                  | Clas.                     |
| 61                    | Lilian Calmejane      | 30°                   | 71                    | Dario Cataldo         | R                     | 81                        | Patrick Bevin             | 65°                       |
| 62                    | Biniam Girmay         | 22°                   | 72                    | Juan Pedro López      | 31°                   | 82                        | Pavel Bittner             | 24°                       |
| 63                    | Madis Mihkels         | 26°                   | 73                    | Bauke Mollema         | 11°                   | 83                        | Patrick Eddy              | 69°                       |
| 64                    | Tom Paquot            | 48°                   | 74                    | Jacopo Mosca          | 75°                   | 84                        | Sean Flynn                | 46°                       |
| 65                    | Simone Petilli        | 53°                   | 75                    | Quinn Simmons         | 15°                   | 85                        | Chris Hamilton            | 7°                        |
| 66                    | Dion Smith            | 37°                   | 76                    | Natnael Tesfatsion    | 2°                    | 86                        | Emīls Liepiņš             | 60°                       |
| 67                    | Georg Zimmermann      | 3°                    | 77                    | Mathias Vacek         | 42°                   | 87                        | Oscar Onley               | R                         |
| Team Jayco AlUla      | Team Jayco AlUla      | Team Jayco AlUla      | Israel-Premier Tech   | Israel-Premier Tech   | Israel-Premier Tech   | ARA Skip Capital          | ARA Skip Capital          | ARA Skip Capital          |
| N°                    | Ciclista              | Clas.                 | N°                    | Ciclista              | Clas.                 | N°                        | Ciclista                  | Clas.                     |
| 91                    | Caleb Ewan            | 33°                   | 101                   | George Bennett        | 57°                   | 111                       | Dylan Proctor-Parker      | R                         |
| 92                    | Kelland O'Brien       | 12°                   | 102                   | Guillaume Boivin      | 61°                   | 112                       | Tyler Tomkinson           | 74°                       |
| 93                    | Chris Harper          | 39°                   | 103                   | Simon Clarke          | 20°                   | 113                       | William Eaves             | 43°                       |
| 94                    | Rudy Porter           | 35°                   | 104                   | Derek Gee             | 54°                   | 114                       | Declan Trezise            | 76°                       |
| 95                    | Blake Quick           | 64°                   | 105                   | Nick Schultz          | 19°                   | 115                       | Joshua Cranage            | R                         |
| 96                    | Luke Plapp            | 16°                   | 106                   | Corbin Strong         | 4°                    | 116                       | Nate Hadden               | 77°                       |
| 97                    | Campbell Stewart      | 40°                   | 107                   | Stephen Williams      | 17°                   | 117                       | Cohen Jessen              | 49°                       |
| Team BridgeLane       |                       |                       |                       |                       |                       |                           |                           |                           |
| N°                    | Ciclista              | Clas.                 |                       |                       |                       |                           |                           |                           |
| 121                   | Tristan Saunders      | 52°                   |                       |                       |                       |                           |                           |                           |
| 122                   | Elliot Schultz        | 32°                   |                       |                       |                       |                           |                           |                           |
| 123                   | Zac Marriage          | 51°                   |                       |                       |                       |                           |                           |                           |
| 124                   | Jackson Medway        | 50°                   |                       |                       |                       |                           |                           |                           |
| 125                   | Matthew Greenwood     | 59°                   |                       |                       |                       |                           |                           |                           |
| 126                   | Samuel Jenner         | 66°                   |                       |                       |                       |                           |                           |                           |
| 127                   | Luke Burns            | 28°                   |                       |                       |                       |                           |                           |                           |